# Швабские Гогенцоллерны
Швабские Гогенцоллерны (нем. schwäbischen Hohenzollern) — ветвь дома Гогенцоллерн, исторически связанная с графством Цоллерн и замком Гогенцоллерн недалеко от Хехингена в Баден-Вюртемберге. От швабских Гогенцоллернов в XIII в. откололись франконские Гогенцоллерны (бургграфств Нюрнберг, княжество Ансбах, княжество Кульмбах), ставших прародителями в XV в. бранденбургско-прусских Гогенцоллернов (маркграфство Брандербург). В отличие от них, с приходом Реформации в Германию сохранили католицизм. В 1576 г. были созданы два графства Гогенцоллерн-Хехинген и Гогенцоллерн-Зигмаринген, в 1623 г. ставшие княжествами. В настоящее время существует только линия Гогенцоллернов-Зигмарингенов.

## История

### В средние века

#### Появление фон Цоллернов
Цоллерны — одни из старейших и наиболее влиятельных швабских аристократических семей. Впервые упоминаются в хронике Бертольда фон дер Райхенау в 1061 г. погибшие Бурхард и Везил (Вернер) «де Золорины» (нем. de Zolorin), в «Книге мертвых» Санкт-Галлена датой смерти указано 29 августа. Происхождение и семейное родство Цоллернов неясны.. Эдельфраи фон Цоллерн были одной из первых семей на юге Германии, назвавших себя в честь своей прародины — замка Гогенцоллерн недалеко от Хехингена.
Упоминания в окрестностях монастыря Райхенау позволяют предположить, что Цоллерны пришли к власти в качестве распорядителей церковного имущества Райхенау. Несомненно то, что в первые дни существовала тесная связь с этим монастырем: Ульрих фон Цоллерн умер как аббат Райхенау в 1136 г., и позже многие Цоллерны являлись монахами.

#### Служба империи
Адальберт фон Цоллерн участвовал в основании монастыря Альпирсбах около 1095 г. Около 1111 г. Цоллерны получили графские права от императора Генриха V. В XII веке они появлялись главным образом в ландтагах герцогов Швабии и хофтагах Гогенштауфенов в связи с швабскими делами. Поэтому предполагается, что права графа могли быть основаны на основе вотчин в герцогстве Швабия. Однако Цоллерны были представлены как в парламентах земель Церингенов, так и в парламентах земель Генриха Льва для феодальных владений недалеко от Равенсбурга. Около 1125 г. у них были сеньории с собственными министериалами. Медиевист Дитер Мертенс описывает Цоллернов как старое дворянство в новой формации.
Из-за исчезновения соседних графов Гаммертинген и Хайгерлох, а также упадка графов Веринген и пфальцграфов Тюбинген, Цоллерны смогли расширить владения, которые ко второй половине XII в. достигли наибольшего размаха. Они простирались от верхнего Неккара до верхнего Дуная, замок Цоллерн находился в центре. Но раздел наследства и наследственные споры неоднократно подвергали Цоллернов опасности. После 1179 г. Гогенберги отделились от Цоллернов как побочная ветвь и стали преемниками графства Хайгерлох. Впоследствии они назвали себя в честь замка недалеко от Шёрцингена и приобрели землю в Роттенбурге. Позже они получили, среди прочего, территории вокруг Тюбингена и Кальва. Из-за отделения Гогенбергов западная часть владений Цоллернов была утрачена.

#### Разделение рода
Фридрих III фон Цоллерн был верным сторонником императоров Фридриха I Барбароссы и Генриха VI. Около 1185 г. он женился на дочери нюрнбергского бургграфа Конрада II фон Рабса Софии, после смерти тестя, не оставившего потомков мужского пола, в 1191 г. император Генрих VI передал бургграфство Фридриху. Его сыновья разделили владения: старший брат Конрад III получил бургграфство около 1218 г. и основал франконскую линию Гогенцоллернов, младший брат Фридрих II продолжил швабскую.
Дворянская семья Шенкен фон Штауффенберг служила обер-шенками графов Цоллернов в XIII в. Благодаря графу Фридриху V и его богатой жене Удильхильде фон Диллинген 9 января 1267 г. было основано аббатство Штеттен под старым Цоллернбургом, ставшее наследственным местом захоронений Цоллернов на протяжении двух столетий.
В середине XIII в. возник спор по поводу графства Шерра между Гогенбергами, Цоллернами, Урахами, Вюртембергами и графами Верингена. Есть свидетельства нападения войска Цоллернов на Хайгерлох в 1267 году, закончившегося их победой. Предполагается, что имели место бои при Эбингене, Шёмберге, Роттенбурге, Хорбе и Хехингене, в ходе которых Бинсдорф и Шёмберг, среди прочих, перешли к Гогенбергам. В то время как Альберт фон Гогенберг был с императором Рудольфом I перед Штутгартом, 23 октября 1286 г. в ожесточённом сражении между графом Фридрихом V Цоллерном и братом Альберта Буркардом возле Балингена Цоллерны достигли победы, кгород отныне стал принадлежать им. В 1286 г. около Рождества в Ротвайле в присутствии императора произошло примирение, но оно, вероятно, продлилось недолго. Граф Фридрих V ещё при жизни предоставил двум своим сыновьям права совместного регентства. Ещё до его смерти сеньории Шальксбург и Мюльхайм перешли по наследству к его младшему сыну Фридриху фон Меркенбергу, ставшему основателю линии графов Цоллерн-Шальксбург (угасла в 1408 г.). Фридрих VI, известный как Рыцарь, принял власть Цоллерна-Гогенцоллерна в мае 1288 г. Фридрих V умер 24 мая 1289 года и был похоронен в монастыре Штеттен.
Братья Фридрих IX Чёрный граф и Фридрих Страсбургский в 1344 г. основали две линии. Фридрих Страсбургский первоначально был каноником в Страсбурге, но вернулся к светскому статусу и женился в 1343 г, поэтому Чёрный граф разделил с ним наследство. Средний из трех братьев, Фридрих Остераг II, был каноником в Аугсбурге и великим приором Ордена святого Иоанна, при разделе наследства в 1344 г. ему было передано удельное имущество.
У графов Гогенцоллернов вскоре возникли серьёзные экономические проблемы. Граф Вюртемберга Эберхард II получил в залог город Хехинген в 1388 г., Цоллерны обязались быть его сторонниками в течение следующих шести лет и предоставить доступ его войскам в свои города и родовой замок. В 1402 г. владения Страсбургской линии было разделено между графом Фридрихом XII и его братом Эйтелем Фридрихом I. В 1403 г. умер единственный сын графа Фридриха V Цоллерн-Шальксбурга, и он решил продать свои владения Вюртембергу за 28 тыс. гульденов. Его родственники не смогли бы собрать эти средства; эта сделка стала основой рассказа о гульдене с оленем Вильгельма Гауфа. В 1408 г. линия Шальксбург вымерла, и территория вокруг Балингена перешла в руки Цоллернов; сеньория Мюльхайм перешла к сеньорам Вейтингена в 1391 г..
Когда в 1412 г. линия Чёрного графа также вымерла, борьбу за власть повели братья Фридрих XII и Эйтель Фридрих I. Фридрих XII продал часть своих владений Вюртембергу в 1415 г., но этого было недостаточно для оплаты всех имевшихся долгов. В 1418 г. имперский суд в городе Ротвайль вынес вердикт в пользу Эйтеля, попытка посредничества бранденбургских Гогенцоллернов провалилась. Швабские имперские города и графиня Генриетта Вюртембергская в 1423 г. захватили и разрушили замок Гогенцоллерн, император Сигизмунд запретил его восстанавливать. После освобождения из плена Фридрих отправился в паломничество в Святую Землю, где и умер. Его брат Эйтель Фридрих I также заложил свою долю Вюртембергу и по Грёнингенскому договору 1429 г. в случае отсутствия наследника обязался передать ему свои владения, но в 1433 г. в возрасте почти 50 лет у него родился наследник Йобст Николас I, и к моменту его смерти в 1439 г. ему удалось вернуть себе половину утраченных ранее владений. В 1454 г. Йобст смог получить разрешение императора на восстановление замка, несмотря на сопротивление Швабского союза городов. Финансовую поддержку ему оказал маркграф Брандербурга Альбрехт III. Йобстутакже удалось расторгнуть договор о наследстве с Вюртембергом. В 1467 г. он приобрел города Рангендинген и Штайнхофен, а в 1473 году Юнгинген и Хёршваг. В 1488 г. стал последним представителем династии, похороненным в монастыре Штеттен.

### Реформация

#### На службе Габсбургов
Графы Цоллерны были крупнейшими землевладельцами в своём регионе. Многие годы они служили Габсбургам и занимали высшие должности в Священной Римской империи. Будущий император Максимилиан I посетил замок Гогенцоллернов в детстве в 1466 г. и дружил с графом Эйтелем Фридрихом II. В 1497 г. Эйтелю удалось получить власть над сеньорию Хайгерлох, обменяв её на сеньорию Рецюнс, в статусе камер-судьи он стал первым председателем имперского камерального суда, а в 1504 г. получил должность императорского камергера. Он издал Земское уложение Гогенцоллернов (нем. hohenzollerische Landesordnung) в качестве свода законов для своей территории. Его внук Карл I также был императорским камергером, а затем президентом надворного совета. В 1535 году в статусе имперских ленов получил графства Зигмаринген и Веринген от императора Карла V. При Йобсте Николасе II к графству Цоллерн перешла сеньория Хаймбург с Гроссельфингеном, Овингеном и Штеттеном, после его смерти в 1558 г. все владения швабских Гогенцоллернов объединились под властью Карла I. В 1575 г. он разделил свои владения: швабская линия Гогенцоллернов разветвилась на старшую линию Гогенцоллерн-Хехинген для первого сына Эйтеля Фридриха IV и на боковые линии Гогенцоллерн-Зигмаринген и Гогенцоллерн-Хайгерлох для его младших братьев Карла II и Кристофа.
Сын Карла Эйтель Фридрих IV учился у иезуитов в Диллингенском университете и в Бурже. После этого он, вероятно, некоторое время находился на службе у баварского герцога Альбрехта V. С его сыном герцогом Вильгельмом V на протяжении всей жизни у него были дружеские отношения. Он был регентом метрополии Гогенцоллерн-Хехинген с 1576 по 1605 год. Был приверженцем католицизма и боролся с попытками Вюртемберга расширить свою территорию за счёт Цоллернов. Считается основателем доминиканского монастыря Рангендинген, который был разрушен и заброшен в XVI в. Воодушевленный герцогом Вильгельмом V Баварским, он построил францисканский монастырь рядом с бывшей приходской церковью Хехинген в Санкт-Люзене. В Хехингере построил жилой дворец с четырьмя крыльями в стиле ренессанс. Умер в 1605 г, его сердце было похоронено в монастырской церкви Святого Люзена.

#### XVII в.
Во время Реформации швабские Гогенцоллерны, в отличие от брандербургских, остались католиками и сделали эту веру главенствующей для своих владений по Аугсбургскому религиозному миру. В это же время соседнее и гораздо более крупное герцогство Вюртемберг стало оплотом протестантов. Графства Гогенцоллернов оказались на видном месте в обостряющемся конфессиональном споре.
Во время Тридцатилетней войны был заключён союз с баварским герцогом Максимилианом I и императором Фердинандом II, после усмирения в 1623 г. Богемии за свою верность Бавария была повышена из герцогства в курфюршество, а Гогенцоллерны из Зигмарингена и Хехингена стали имперскими князьями. Линия Хайгерлох осталась в прежнем статусе, после её вымирания в 1634 г. её владения были передана старшему из двоюродных братьев Иоганну Гогенцоллерн-Зигмарингену.
В 1633—1634 гг. замjк Гогенцоллерн был осаждён и захвачен протестантским войском герцога Вюртемберга Эберхарда III и союзных ему шведов. Год спустя баварские войска вынудили вюртембергцев отступить, а сами заняли замок, который в 1650 г. был занят имперскими войсками. Габсбурги считали это место стратегически важным, и по 1798 г. в обмен на ежегодную уплату 5 тыс. гульденов получили право на размещение гарнизона.

### Эпоха абсолютизма
Территория Гогенцоллерн-Хехингена была небольшого размера, траты на блестящий двор, имперскую службу и княжеское представительство забирали все ресурсы. Строгие правила охоты и лесного хозяйства укрепляли княжеский абсолютизм и вызывали недовольство крестьян. Подданные боролись за ограничение власти князя, как и повинностей с налогами, с 1584 по 1796 гг. было 15 восстаний. Князья Гогенцоллерн были представлены в рейхстаге как имперские князья, на светской княжеской скамье Швабского имперского округа они занимали место после герцогов Вюртемберга и маркграфов Бадена. Мужчины дома брали на себя военные или церковные должности, женщины — выходили замуж за представителей знати, либо поступали в духовные монастыри.
В рамках договоров о наследстве с курфюрстом Бранденбурга 1695 и 1707 гг. было определено, что он станет главой всего дома Гогенцоллернов и унаследует владения швабской линии, если она прервётся. Эта договорная связь с Пруссией укрепила чувство общности Гогенцоллернов и обеспечила независимость небольшого княжества. С 1764 по 1775 г. Фридрих Вильгельм фон Штойбен был гофмаршалом принца Гогенцоллерн-Хехингена.
В эпоху Просвещения образование также стало более важным в княжестве Гогенцоллерн-Хехинген. Князь Иосиф Фридрих Вильгельм основал среднюю школу в 1775 г., среди учителей также были два монаха-францисканца из монастыря Святого Люзена. В 1798 г. было отменено крепостное право (нем. Landvergleich ), а также реорганизовано налогообложение.

### XIX в.

#### Наполеоновские войны
В начале XIX века принцесса Амалия Зефирина Сальм-Кирбургская смогла предотвратить медиатизацию, ибо вела дружбу с женой императора Франции Наполеона I Жозефиной Богарне. Княжеским домам Зигмаринген и Хехинген удалось сохранить свой суверенитет, иначе они оба были бы присоединены к новому королевству Вюртемберг. Принц Герман потерял феодальные права в унаследованном графстве Гёлль с связанными с ним сеньориями Муффрен и Байонвиль в Голландии. Однако в качестве компенсации в рамках секуляризации он получил располагавшиеся в его княжестве монастыри Штеттен и Рангендинген, монастырь Св. Якоба в Хехингене и сеньорию Хиршлатт в Верхней Швабии.
В 1806 г. Герман через своего представителя Франца Ксаверия Фишлера подписал акт о создании Рейнского союза, вместе с 15 другими южными и западногерманскими государствами формально отделившись от Священной Римской империи и объединившись в конфедерацию Рейнского союза. Ранее Наполеон предъявил 24-часовой ультиматум, пригрозив не подписавшим акт вторжением французских войск. В своих мемуарах он писал: Гогенцоллерны и Зальмы были приняты, потому что некоторые члены этих семей долгое время оставались во Франции и проявили лояльность.
Политическая близость к Наполеону была выгодна Гогенцоллернам: они единственные среди швабских князей сохранили полный суверенитет, в рамках секуляризации присвоили собственность духовных учреждений, а Зигмаринген существенно увеличил свои владения (монастыри Хабсталь и Вальд, Ахберг и Хоэнфельс Тевтонского ордена, принадлежавшие князьям Турн-и-Таксис Острах и Штрасберг, сеньории Шпетов в Гаммертингене и Хеттингене, амты Юнгнау и Фронштеттен княжества Фюрстенберг). Наследный принц, а затем и князь Хехинген Фридрих сражался на французской стороне, где в русской кампании он получил серьёзные ранения, от которых так и не оправился полностью.
В начале XIX в. княжество Хехинген из-за неэффективного управления была на грани национального банкротства. Для поэта Ахима фон Арнима оно стало образцом для опубликованного в 1810 г. романа «Бедность, богатство, преступление и искупление графини Долорес», В письме Якобу Брентано он писал: …это фарс, который Хехинген дал мне возможность разыграть, где еврейский торговый дом Каулла разбогател до огромного богатства, в то время как княжеский дом Гогенцоллернов обеднел.

#### Реставрация
После окончания наполеоновских войн Гогенцоллерн-Хехинген присоединился к Германскому союзу, где получило один голос на его пленумах.
В 1821 году, когда папа римский Пий VII упразднил считавшуюся им слишком либеральной и приверженной Просвещению Констанцское епископство и основал архиепархию Фрайбурга, князья Гогенцоллерны присоединились к ней. Роттенбург-ам-Неккар, который находился гораздо ближе, стал региональной епархией вюртембергских католиков.
С 1826 года княжество Гогенцоллерн-Хехинген стало культурным центром на юге Германии под властью потомственного принца Константина и его жены Евгении Богарне.
В 1833 г. князь Фридрих издал общеобразовательные правила. В 1835 г/ новый городской указ предоставил муниципалитетам княжества право самоуправления: городской голова и городской секретарь назначались князем, мэры и члены городского совета были избираемы, из их числа назначались городской бухгалтер, сборщик налогов и городской архитектор. Чуть позже новый закон о выборах впервые регламентировал деятельность первого представительного органа княжества — государственной депутации. Несмотря на большие долги, Фридрих бережно управлял княжеством. Из-за слабого здоровья отца его сыну Константину пришлось при жизниотца заняться государственными делами, и после его смерти в 1838 г. он принял на себя власть. Чрезвычайно набожная Евгения построила большой «детский приют» и дом престарелых, и за это пользовалась большой популярностью среди простых людей.

#### Объединение с Пруссией
В 1835 году были изданы новые правила выборов для княжества Гогенцоллерн-Хехинген, а также общие положения о конституции и внутренней организации представителей государства. Была сформирована государственная депутация в составе 15 членов, являвшаяся единственным юридическим органом государства, передававшим пожелания и предложения князю и вёдшим переговоры с правительством.
Между народными избранниками и правительством довольно быстро вспыхнули споры и волнения, которыми тогда полыхала вся Европа и Германия. 6 августа 1848 г. прусские войска вторглись и заняли Хехинген. В 1850 г. Гогенцоллерн-Хехинген отошел к Пруссии, когда князь Константин отказался от властиа. По государственный договор с Пруссией суверенитет княжеств переходил прусской короне, семейный договор с домом Зигмарингенов регулировал передачу имущества и собственности в княжестве. Взамен Константин получил двойную пенсию от Пруссии и от дома Зигмарингенов. Государственный договор с Пруссией был подписан 7 декабря 1849 г., одобрен прусским парламентом 12 января 1850 года. Он был ратифицирован в Берлине 20 февраля. Главам домов Гогенцоллернов в Пруссии был предоставлен приоритет над всеми подданными, не принадлежащими королевской семье, они имели право владеть собственным судом, присуждать титулы, им был предоставлен титул суверенитета, они получили привилегированную юрисдикцию и были освобождены от косвенных налогов. Княжеские домениальные владения в княжествах Гогенцоллерн гарантировались Пруссией.
Захват Хехингена Пруссией состоялся 8 апреля 1850 г., с тех пор бывшее княжество входило в состав прусского провинции земли Гогенцоллернов. Король Пруссии Фридрих Вильгельм IV принял оммаж 23 августа 1851 г. и энергично перестроил родовой замок Гогенцоллернов. Протестантская церковь Св. Иоанна в Хехингене была построена в 1857 г. для вновь прибывших прусских чиновников и солдат. Замок был торжественно открыт королем Вильгельмом I 3 октября 1867 года. Линия Гогенцоллерн-Хехинген вымерла 3 сентября 1869 г. по мужской линии, с 12 мая 1888 г. с уходом принцессы Мария Гогенцоллерн-Хехинген — по женской. В настоящее время главой швабской семьи Гогенцоллернов является Карл Фридрих фон Гогенцоллерн.